# حسینیه ماداب فین بزرگ
حسینیه ماداب فین بزرگ مربوط به دوره قاجار و صفویه است و در کاشان، خیابان امیر کبیر، فین بزرگ، محله ماداب، حسینیه تاریخی ماداب واقع شده و این اثر در تاریخ ۶ اسفند ۱۳۸۵ با شمارهٔ ثبت ۱۷۴۸۸ به‌عنوان یکی از آثار ملی ایران به ثبت رسیده است.